# Franz von Schönberg (General)
Franz Rudolf Wolf Eduard von Schönberg (* 29. Oktober 1855 in Neuhof bei Coburg; † 30. März 1916 in Konstanz) war ein sächsischer Generalleutnant.

## Leben

### Herkunft
Franz von Schönberg entstammte dem sächsischen Uradelsgeschlecht von Schönberg. Er war das vierte von elf Kindern des Herrn auf Kreipitzsch mit Rudelsburg Haubold von Schönberg (1821–1897) und dessen Ehefrau Anna, geborene von Helbig (1831–1873). Sein jüngster Bruder Karl von Schönberg (1872–1914) fiel als Kapitän zur See und Kommandant des Kleinen Kreuzers Nürnberg im Seegefecht bei den Falklandinseln.

### Karriere
Franz von Schönberg wurde am 28. Oktober 1875 zum Fähnrich in der 11. Kompanie des 8. Infanterie-Regiment „Prinz Johann Georg“ Nr. 107 der Sächsischen Armee unter dem damaligen Regimentskommandeur Gideon von der Decken in Leipzig ernannt. Am 7. Oktober 1876 avancierte er in dieser Eigenschaft zum Sekondeleutnant. Er wurde in die 5. Kompanie des Regiments versetzt und 1878 als Adjutant des I. Bataillons verwendet. Nach Beförderung zum Premierleutnant am 27. Mai 1883 wurde er von dieser Position enthoben und in die 8. Kompanie des Regiments versetzt. 1884 folgte seine Kommandierung zum Dresdner Kadettenhaus und einige Jahre später zum Generalstab der Armee, wobei er beim Generalkommando verwendet wurde. Unter Stellung à la suite des 1. (Leib-) Grenadier-Regiments Nr. 100 wurde Schönberg am 22. Juni 1888 zum Adjutanten der 1. Infanterie-Brigade Nr. 45 ernannt und am 20. März 1889 zum Hauptmann befördert. 1892 wurde er Kompaniechef beim 2. Grenadier-Regiment Nr. 101 „Kaiser Wilhelm, König von Preußen“ und 1894 à la suite des Regiments gestellt. Er wurde darauf Adjutant bei der 3. Division Nr. 32 unter Generalleutnant Eugen von Kirchbach.
Unter Beförderung zum Major am 16. November 1898 wurde er zum Kommandeur des II. Bataillons im 6. Infanterie-Regiment Nr. 105 „König Wilhelm II. von Württemberg“ ernannt. Nach Ausbruch des Boxeraufstandes im Kaiserreich China bildeten sich im Königreich Sachsen mehrere Freiwilligenkompanien, welche dem 2. Ostasiatischen-Infanterie-Regiment des Ostasiatischen Expeditionskorps unterstellt wurden und sich nach Ankunft auf dem Truppenübungsplatz Zeithain mit einer schlesischen Kompanie zum I. Bataillons formierte. Dieses Bataillon wurde unter den Befehl von Major von Schönberg gestellt, welches er nach China führte und dort bei der Garnison Peking und Tientsin verwendet wurde. Er beteiligte sich mit seinem Bataillon dabei an der Bekämpfung von örtlichen Räuberbanden. Er wurde später in das 1. Ostasiatische-Infanterie-Regiment versetzt und am 14. November 1901 mit dem Ritterkreuz I. Klasse des Verdienstordens ausgezeichnet.
Nach seiner Rückkehr in das Königreich Sachsen am 11. August 1902 wurde Schönberg am 24. September desselben Jahres diensttuender Flügeladjutant von König Georg. In dieser Eigenschaft avancierte er am 11. September 1903 zum Oberstleutnant. Unter anschließender Rückkehr in den Truppendienst und Beförderung zum Oberst am 8. Dezember 1905 wurde er am 20. April 1906 als Nachfolger von Adolf Müller Kommandeur des 12. Infanterie-Regiments Nr. 177 in Dresden. Nach mehrjähriger Verwendung in dieser Position wurde er unter Beförderung zum Generalmajor am 23. März 1910 (Patent vom 23. März 1910) zum Kommandeur der 8. Infanterie-Brigade Nr. 89 ernannt. Am 20. März 1912 wurde er in Genehmigung seines Abschiedsgesuches zur Disposition gestellt.
Nach Ausbruch des Ersten Weltkrieges wurde er reaktiviert und zum Kommandeur der 47. gemischte Brigade der 19. Ersatz-Division unter Generalleutnant Otto von Tettenborn ernannt. Er beteiligte sich mit seinem Verband an den Gebirgskämpfen in den Vogesen und geriet dabei am 24. August 1914 bei Salzern im Breuschtal in ein überwältigendes feindliches Artillerie- und Maschinengewehrfeuer. Durch energische persönliche Einwirkung konnte er mit seinen Verband in dem Waldgelände standhalten und hielt dem von Mittag bis Abend andauernden Feuer aus. Nach Einbruch der Dunkelheit konnte die feindliche Stellung eingenommen werden und er wurde am 12. September 1914 mit dem Ritterkreuz des Militär-St.-Heinrichs-Ordens ausgezeichnet. Bis Anfang 1916 wurde er zum Generalleutnant befördert. Er verstarb schon einige Monate später aufgrund einer Kriegsverwundung in einem Sanatorium in Konstanz. Er wurde auf dem alten Johannisfriedhof in Meißen beerdigt. An seiner Trauerfeier nahmen zahlreiche Persönlichkeiten, darunter der Generaladjutant Ludwig von Müller, der Flügeladjutant Georg O’Byrn, General Hermann von Broizem und die Generäle Sylvio von Kospoth, Richard von Schulz, Hesso von Wilucki und Arthur Zschille.
Er fungierte als Archivar des Schönbergischen Familienhauses.